# Pygommatius fluvius
Pygommatius fluvius là một loài ruồi trong họ Asilidae. Pygommatius fluvius được Scarbrough & Marascia miêu tả năm 2003.